# Attalea eichleri
Attalea eichleri är en enhjärtbladig växtart som först beskrevs av Carl Georg Oscar Drude, och fick sitt nu gällande namn av Andrew James Henderson. Attalea eichleri ingår i släktet Attalea och familjen Arecaceae. Inga underarter finns listade i Catalogue of Life.